# Ал-Адил
Ал-Адил I Сайф ад-Дин Абу Бакр Ахмад ибн Наджм ад-Дин Аюб (или Ал-Адил I, на арабски: الملك العادل سيفأبو بكر بن أيوب) е пети по ред султан от династията Аюбиди, управлявал Египет и Сирия в периода 1200 – 1218 г. Западноевропейците го наричат и Сайф ад-Дин (меч на вярата), видоизменено в Сафадин.
Той е способен и ефективен администратор и организатор и преди да стане султан оказва решаваща военна и политическа подкрепа на кампаниите на брат си Саладин. При собственото си управление се проявява като отличен стратег и военен и така запазва целостта и мощта на държавата на Аюбидите, постигнати при Саладин.
Ал-Адил води войни срещу кръстоносците от 1188 до 1191 г. и през 1197 – 8 г. Той поддържа вежливи отношения с християните и по негово време се обсъжда идеята за мирно преотстъпване на Йерусалим на латинците.
След смъртта му през 1218 г. го наследяват тримата му сина: ал-Камил в Египет, ал-Муазам в Палестина и Трансйордания, и ал-Ашраф в Сирия и Джазира.